# Euphorbia aeruginosa
Euphorbia aeruginosa es una especie de planta fanerógama perteneciente a la familia Euphorbiaceae.

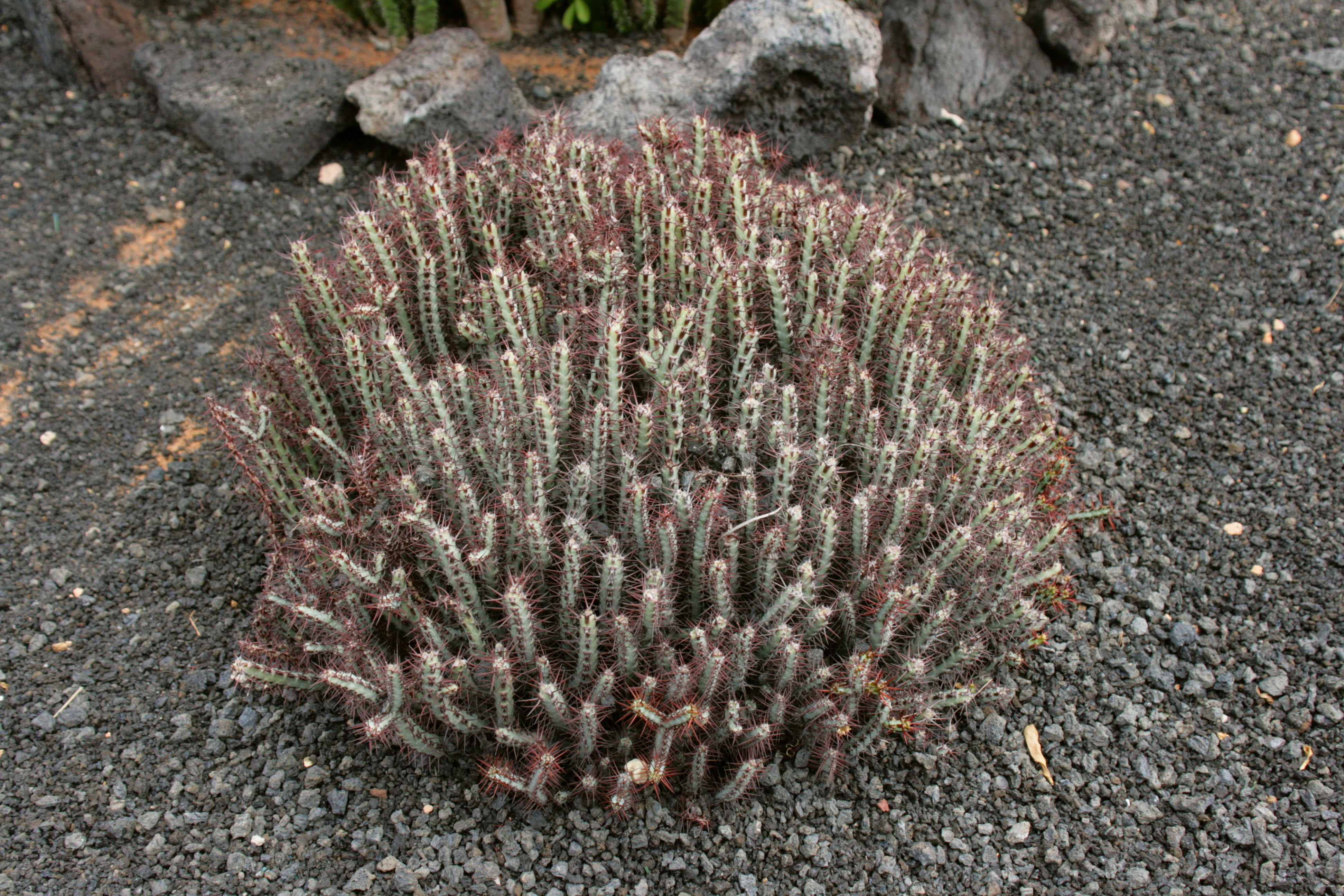
Planta

## Descripción
Es un arbusto suculento que alcanza los 3 dm de altura y tiene los tallos espinosos con espinos a pares de 1 cm de diámetro. Tiene un atractivo color Euphorbia, con cuatro ángulos de color azul-verde brillante y tallos con espinas de color cobre. Al igual que ocurre con los demás Euphorbias, su savia es venenosa.

## Distribución y hábitat
Es endémica de Sudáfrica en Mpumalanga.

## Cultivo
En verano se reproduce, mantenga seco en invierno
Su propagación se produce por cortes o por las semillas.

## Taxonomía
Euphorbia aeruginosa fue descrito por Herold Georg Wilhelm Johannes Schweickerdt y publicado en Bulletin of Miscellaneous Information Kew 1935: 205. 1935.
Etimología
Euphorbia: nombre genérico que deriva del médico griego del rey Juba II de Mauritania (52 a 50 a. C. - 23), Euphorbus, en su honor – o en alusión a su gran vientre – ya que usaba médicamente Euphorbia resinifera. En 1753 Carlos Linneo asignó el nombre a todo el género.
aeruginosa: epíteto que significa "verde intenso con azul".